# Constantine A. Trypanis
Constantine Athanasius Trypanis oder Konstantinos Athanasios Trypanis, griechisch Κωνσταντίνος Αθανάσιος Τρυπάνης (* 22. Januar 1909 in Chios; † 18. Januar 1993 in Athen) war ein griechischer Byzantinist, Klassischer Philologe, Neogräzist und Dichter griechischer wie englischer Sprache sowie griechischer Minister für Kultur und Wissenschaft.

## Leben
Trypanis begann auf Wunsch des Vaters in Athen zunächst ein Jura-Studium, wechselt dann jedoch zur Klassischen Philologie und studierte auch in Berlin und München. Nach seiner Promotion im Jahr 1937 unterrichtete er von 1939 bis 1945 an der Universität Athen. Während der deutschen Besatzung im Zweiten Weltkrieg kämpfte er im Chios-Regiment. Auf diese Zeit geht seine Freundschaft mit dem Literaturkritiker George Katsimbalis zurück. 1947 ging Trypanis als Assistent von John Mavrogordato nach Oxford, in dessen Nachfolge er noch im selben Jahr zum Bywater and Sotheby Professor of Byzantine and Modern Greek Language and Literature und zum Fellow des Exeter College ernannt wurde. Im Jahr 1968 nahm er einen Ruf auf den Lehrstuhl für Classics an der University of Chicago an, doch wurde er von der griechischen Militärdiktatur durch Verweigerung eines Visums zeitweise daran gehindert, sie auszuüben. Nach seiner Emeritierung im Jahr 1974 ging er, von Konstantinos Karamanlis berufen, als Minister für Kultur und Wissenschaft (1974 bis 1977) nach Griechenland zurück. Von 1981 bis 1985 übernahm er das Amt des Generalsekretärs der Akademie von Athen, deren Präsident er 1986 war. 1978 wurde er zum Ehrenmitglied der British Academy gewählt.

## Werk
Trypanis arbeitete zu allen Epochen der griechischen Literatur. Sein erstes Buch war eine auf Griechisch abgefasste Untersuchung zu Theokrit, sein philologisches Hauptwerk ist jedoch die zusammen mit Paul Maas herausgegebene erste kritische Edition der Kontakia des Romanos.
Seine Begeisterung für Dichtung und die Begegnung mit Katsimbalis führten Trypanis auch zu eigener poetischer Produktion, in seiner frühen Zeit in griechischer, später, auch durch die Freundschaft mit Ian Fletcher und durch poetische Zirkel inspiriert, in englischer Sprache. Thema seiner Gedichte war hauptsächlich die griechische und römische Antike.

## Schriften
Texteditionen
- Sancti Romani Melodi Cantica. Vol. 1: Cantica Genuina. – Vol. II: Cantica Dubia. Hg. v. Paul Maas u. Constantine A. Trypanis. Vol. 1: Oxford: Clarendon Press 1963, Vol. 2: Berlin: De Gruyter 1970.
- (Hrsg.): Fourteen early Byzantine cantica. Graz, Wien, Köln: Böhlau 1968 (Wiener byzantinistische Studien, Bd. 5)

Editionen mit Übersetzungen
- (Hrsg.): The Penguin Book of Greek Verse. Introduced and edited by C. A. Trypanis. With plain prose translations of each poem. Harmondsworth: Penguin Books 1971
- (Hrsg.): Callimachus, Aetia, Iambi, Lyric Poems, Hecale, Minor epic and elegiac poems and other fragments. Text, translation and notes by C. A. Trypanis – Musaeus, Hero and Leander. Introduction, text and notes by Thomas Gelzer, with an English translation by Cedric Whitman. Cambridge, Mass.: Harvard UP 1958, reprinted with bibliographical addendum 1978 (The Loeb classical library, 421)
- (Hrsg.): Sophocles, The Three Theban Plays. Warminster: Aris & Phillips 1986, ISBN 0-85668-375-2

Monographien
- Greek poetry from Homer to Seferis. London [u. a.]: Faber & Faber 1981, ISBN 0-571-08346-3
- The Homeric epics. Warminster: Aris Phillips 1977, ISBN 0-85668-085-0

Herausgeberschaften
- (Hg., mit Theofanis G. Stavrou): Kostis Palamas – a portrait and an appreciation. Nostos Book, Minneapolis, Minn. 1985, ISBN 0-932963-00-5

Dichtungen
- Pedasus: Twenty-four Poems, 1955
- The Stones of Troy, 1957
- The Cocks of Hades, 1958
- Pompeian Dog, 1964
- Groves in the Wind, 1964
- The Elegies of a Glass Adonis, 1967
- The Glass Adonis, 1972
- Die Abteilung Special Collections der Universität Reading verwahrt handschriftliche Fassungen unveröffentlichter Gedichte und eines unveröffentlichten Theaterstücks.